# Madjles (Iran)

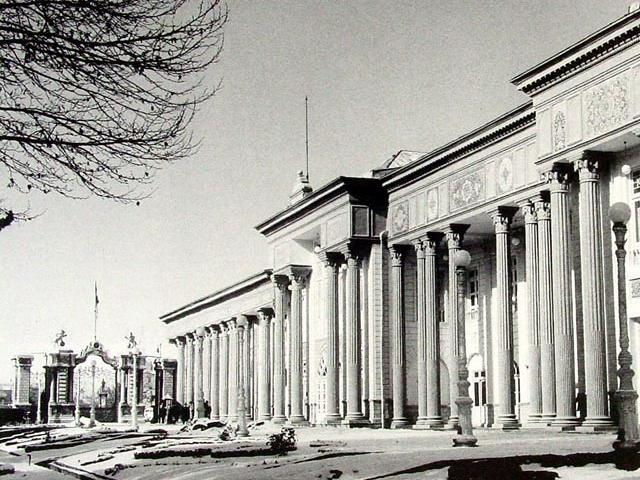
Le bâtiment du parlement originel (Madjles) tel qu'il apparaissait pendant l'hiver 1956.

Ne doit pas être confondu avec Majlis.
12e législature
Bâtiment du Madjles
L'Assemblée consultative islamique (en persan : مجلس شورای اسلامی romanisé : Majles-e Šorâ-ye Eslâmi) est l'assemblée (Madjles ; en persan : مجلس / Majles [mæd͡ʒˈles]) monocamérale de l'Iran. Elle est auparavant celle de la Perse.

## Histoire
Le Madjles est la chambre basse de la législature perse puis iranienne de 1906 à 1979, la chambre haute étant le Sénat. C'est durant la période de la révolution constitutionnelle qu'est d'abord défini le rôle, au centre du dispositif constitutionnel, du parlement élu, sous le nom de Madjles. Ses pouvoirs couvrent alors la représentation des citoyens d'Iran, la confirmation des membres du gouvernement et des limitations au pouvoir royal. L'approbation du Madjles est notamment requise lors de la signature de traités ou d'emprunts auprès de pays étrangers.
Après la révolution islamique de 1979, quand la législature iranienne devient monocamérale, le Madjles en est le seul corps législatif, sous le nom d'Assemblée consultative islamique (en persan : مجلس شورای اسلامی, Majles-e Shora-ye Eslami). Anciennement composée de 270 députés, elle en compte désormais 290, et ce depuis les élections du 18 février 2000.

## Système électoral
Le Madjles est composé de 290 sièges pourvus pour quatre ans, dont 285 au scrutin majoritaire à deux tours dans des circonscriptions comportant un ou plusieurs sièges en fonction de leur population. Les cinq sièges restants sont réservés et ont pour vocation de représenter les minorités confessionnelles reconnues à raison d'un siège chacun pour les zoroastriens, les juifs, les chrétiens chaldéens et assyriens, les arméniens du nord du pays, et ceux du sud. La délimitation des circonscriptions coïncide avec celle d'une ou plusieurs préfectures, tandis que leur nombre ainsi que le nombre de sièges qu'elles comportent évolue à chaque scrutin avec les changements de population. La circonscription plurinominale qui comporte le plus grand nombre de sièges est celle regroupant les préfectures de Téhéran, Ray, Shemiran, Eslamchahr et Pardis (en), avec un total de trente sièges en 2024.
Dans les circonscriptions uninominales, les candidats sont élus selon une version modifiée du scrutin uninominal majoritaire à deux tours. Le candidat arrivé en tête est élu s'il réunit au moins 25 % des suffrages exprimés, et non la majorité absolue. À défaut, un second tour est organisé entre les deux candidats arrivés en tête, et celui obtenant le plus de voix est déclaré élu. 
Dans les circonscriptions plurinominales, les électeurs votent pour autant de candidats qu'il y a de sièges à pourvoir. Ceux arrivés en tête sont élus s'ils rassemblent également plus de 25 % des suffrages. Dans le cas contraire, un second tour est organisé où seuls peuvent participer les candidats arrivés en tête au premier dans la limite du double du nombre de sièges a pourvoir. Sont alors élus ceux qui réunissent le plus de voix. S'il n'y a pas assez de candidats pour organiser un second tour avec ce ratio candidats/sièges de deux pour un, le premier tour est considéré valide et les candidats arrivés en tête sont élus,.
Les candidatures sont préalablement soumises à une validation par le Conseil des gardiens de la Constitution, un pouvoir qu'il s'est lui même attribué et qu'il exerce selon plusieurs critères prédéfinis, dont la loyauté à la constitution de la république islamique et la « bonne réputation » des candidats. Ces critères vagues lui permettent en pratique d'exclure n'importe quel candidat de manière arbitraire,,.

## Fonctionnement
Conforme à tout autre pouvoir législatif en régime parlementaire, il dispose du pouvoir de voter la loi, d'approuver ou de renverser l'exécutif, y compris le Président : si un tiers des députés met en cause le président de la République, ce dernier est alors contraint de s'expliquer devant l'Assemblée dans un délai d'un mois. Si deux tiers des députés lui refusent leur confiance, le Guide de la Révolution en est informé pour prendre, éventuellement, la décision de le destituer. Ce pouvoir législatif s'exerce cependant sous la surveillance du Conseil des gardiens et in fine du Conseil de discernement de l'intérêt supérieur du régime, lequel peut s'octroyer des pouvoirs législatifs en cas de circonstances exceptionnelles.

## Bâtiment
À partir de 1979, le bâtiment du Madjles quitte le premier palais originel pour occuper celui du Sénat. Un troisième bâtiment est utilisé depuis 2004.

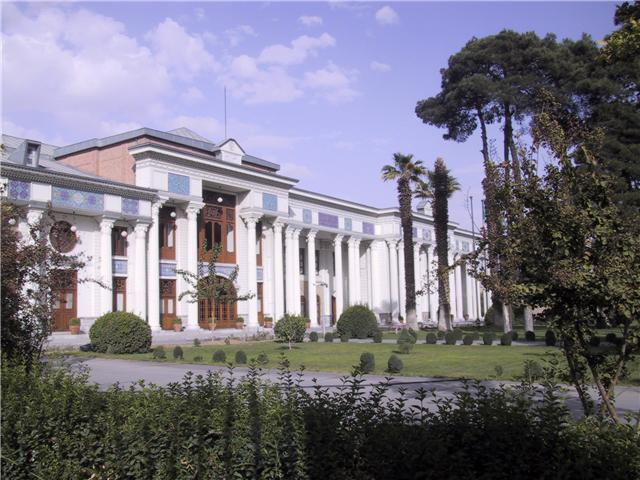
Premier bâtiment (1906-1979)
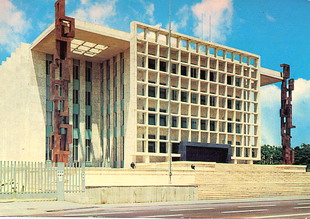
Second bâtiment (1980-2004)
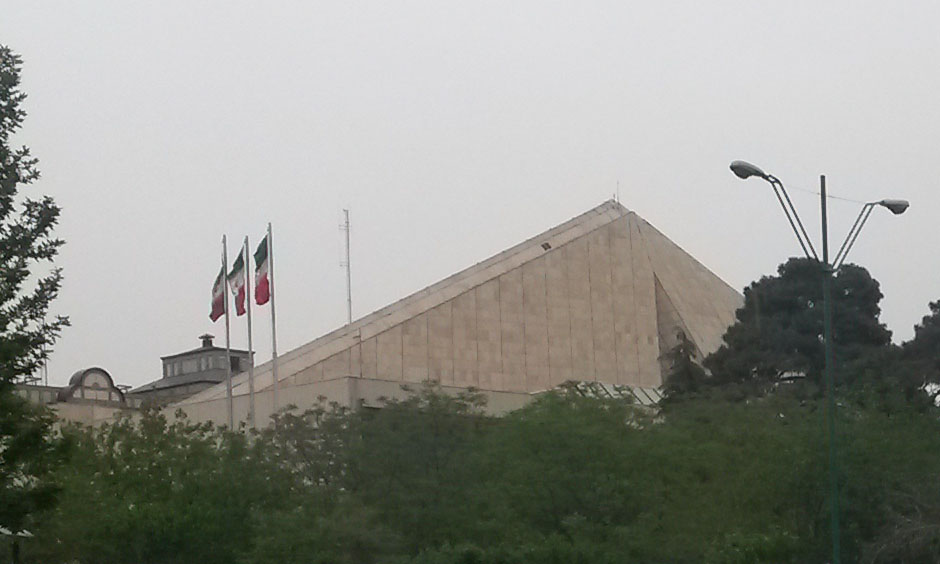
Troisième bâtiment (depuis 2004)